# Scarface (репер)
Бред Терренс Джордан (нар. 9 листопада 1970, Х'юстон, Техас, США), більш відомий під псевдонімом Scarface, - американський репер і музичний продюсер. Найбільш відомий як учасник хіп-хоп групи Geto Boys. У 2012 році The Source поставив його на 16 місце у своєму списку 50 найкращих авторів текстів усіх часів, а About.com поставив його на 6 місце у своєму списку 50 найкращих МС нашого часу (1987–2007).

## Раннє життя
Народився і виріс у Х'юстоні, штат Техас, де відвідував середню школу Woodson. Він кинув середню школу і працював торговцем наркотиками. У підлітковому віці він намагався покінчити життя самогубством, а потім провів деякий час у психіатричній лікарні.
Виховувався як християнин, а в 2006 році прийняв іслам.

## Кар'єра
Свою кар'єру він розпочав з групою Geto Boys. З випуском альбому We Can't Be Stopped група змогла стати платиновою, навіть незважаючи на те, що їхні жорсткі тексти не пускали на радіо та MTV. Скарфейс випустив свій перший сольний альбом Mr. Scarface Is Back у 1991 році. Альбом отримав золотий сертифікат, що принесло Scarface багато нових шанувальників.
Репер покинув Geto Boys і випустив серію сольних альбомів, деякі з яких стали платиновими і золотими. У 2000 році він отримав нагороду The Source за найкращий текст пісні за свій альбом The Last of a Dying Breed. Його вміння також було визнано лейблом Def Jam, який створив нову реп-компанію на півдні, Def Jam South, і довірив Scarface керувати нею.
На даний момент Scarface є одним з найбільш шанованих реперів. Обдарований унікальним голосом і технікою репу, він вважається легендою південного репу. Крім багатої дискографії, він співпрацював з такими зірками репу як: Gang Starr, Raekwon, Too Short, Dr. Dre, Nas, 2Pac, Ice Cube, Jay-Z, Jadakiss, Фейт Еванс, Beanie Sigel, Bun B, Young Jeezy, Master P, G-Unit і Chamillionaire.

## Дискографія
Студійні альбоми
- Mr. Scarface Is Back (1991)
- The World Is Yours (1993)
- The Diary (1994)
- The Untouchable (1997)
- My Homies (1998)
- The Last of a Dying Breed (2000)
- The Fix (2002)
- My Homies Part 2 (2006)
- Made (2007)
- Emeritus (2008)
- Deeply Rooted (2015)

Спільні альбоми
- The Other Side of the Law разом з Facemob (1996)
- One Hunid разом з The Product (2006)

Компіляції
- Deeply Rooted: The Lost Files (2017)

## Зовнішні посилання
- Офіційний веб-сайт
- Scarface interview at Complex.com